# Rebliment
El rebliment en hidrogeologia és el procés de reducció de la permeabilitat del sòl per les interaccions entre el fons i el nivell més alt de la columna d'aigua. En general, el bescanvi entre l'aigua superficial i la subterrània contribueix principalment a l'entrada de material més fi, com són els sòlids en suspensió amb efecte de rebliment.
Normalment es refereix com a rebliment l'acumulació de sediments. Aquest procés consta en realitat de dos processos relacionats que són: 
- D'una banda, es diu que un riu, una ria o un estuari estan reblerts quan s'hi ha sedimentat material fi transportat pel flux d'aigua o, en el cas de l'estuari pel flux i reflux de les marees. Aquest procés porta finalment a la formació de bancs de sorra.
- D'altra banda es diu que un sòl està reblert, quan la seva permeabilitat original s'ha reduït substancialment a causa del progressiu taponament dels seus porus entre partícules, amb materials fins transportats en suspensió per l'aigua que es va infiltrant en les etapes inicials del procés. En anglès: a aquest procés se'n diu soil clogging.

## Significació històrica
En català, tant el DIEC com el Termcat donen rebliment com a única paraula correcta per a aquest concepte. En altres idiomes s'utilitza una paraula derivada de l'italià colmata, especialment referit al rebliment natural per inundació.
El rebliment és un problema per al tractament de les aigües residuals orgàniques i per als sistemes d'infiltració. El creixement de les arrels de les plantes poden produir el rebliment dels porus del sòl, com també la pluja continuada pot fer-ho.